# Tasiocera (Tasiocera) semiermis
Tasiocera (Tasiocera) semiermis is een tweevleugelige uit de familie steltmuggen (Limoniidae). De soort komt voor in het Australaziatisch gebied.